# Back for Good (bài hát)
"Back for Good" là một bài hát của nhóm nhạc nam Anh quốc Take That nằm trong album phòng thu thứ ba của họ, Nobody Else (1995). Nó được phát hành như là đĩa đơn thứ hai trích từ album vào ngày 27 tháng 3 năm 1995 bởi RCA Records và tại Hoa Kỳ bởi Arista Records. Bài hát được viết lời và sản xuất bởi thành viên Gary Barlow với sự tham gia hỗ trợ sản xuất từ Chris Porter. Barlow cũng đồng thời là giọng ca chính của bài hát. Đây là một bản pop ballad với nội dung mong muốn người yêu cũ quay trở lại, trái ngược với phong cách dance-pop thường thấy của họ. Trước khi được phát hành chính thức trong sáu tuần, "Back for Good" được trình diễn lần đầu tiên tại giải Brit năm 1995 và đạt được những hiệu ứng truyền thông ngoài mong đợi.
"Back for Good" nhận được những phản ứng tích cực từ các nhà phê bình âm nhạc, và trở thành bài hát trứ danh trong sự nghiệp của nhóm cũng như chiến thắng một giải Brit cho Đĩa đơn Anh quốc của năm. Đây cũng là bài hát đánh dấu tên tuổi của Take That ngoài thị trường Vương quốc Anh, nơi nó trở thành đĩa đơn quán quân thứ sáu của họ và giữ vững vị trí số một trong bốn tuần liên tiếp. Bài hát đứng đầu các bảng xếp hạng ở Úc, Canada, Đan Mạch, Đức, Ireland, Na Uy và Tây Ban Nha, và lọt vào top 10 ở hầu hết những quốc gia nó xuất hiện. Tại Hoa Kỳ, "Back for Good" đạt vị trí thứ bảy trên bảng xếp hạng Billboard Hot 100, trở thành đĩa đơn hiếm hoi của một nhóm nhạc nam Anh quốc làm được điều này lúc bấy giờ và cũng là đĩa đơn duy nhất của họ lọt vào bảng xếp hạng.
Video ca nhạc cho "Back for Good" được đạo diễn bởi Vaughan Arnell và Anthea Benton, trong đó nhóm đi bộ và nhảy múa trong mưa cũng như trình diễn bài hát ở một địa điểm mà họ trú mưa. Nó đã gặt hái một số thành tựu nhất định, nhận được một đề cử giải Brit ở hạng mục Video Anh quốc của năm và được tái hiện trong video ca nhạc năm 2013 "Walks Like Rihanna" của The Wanted. Đây cũng là video ca nhạc cuối cùng có sự góp mặt của thành viên Robbie Williams trước khi anh tái hợp với nhóm vào năm 2010, mặc dù đây không phải là đĩa đơn cuối cùng có sự góp giọng của nam ca sĩ.
Để quảng bá bài hát, Take That đã trình diễn nó trên nhiều chương trình truyền hình và lễ trao giải khác nhau, bao gồm Top of the Pops, giải Brit năm 1995 và giải Âm nhạc châu Âu của MTV năm 1995. Ngoài ra, bài hát cũng xuất hiện trong danh sách trình diễn của tất cả các chuyến lưu diễn của nhóm kể từ khi phát hành. "Back for Good" còn xuất hiện trong nhiều album tổng hợp của họ như Greatest Hits (1996), Forever... Greatest Hits (2002) và Never Forget – The Ultimate Collection (2005). Bài hát đã xuất hiện trong nhiều bộ phim truyền hình tại Anh quốc, bao gồm Spaced và The Office cũng như được hát lại và sử dụng làm nhạc mẫu bởi nhiều nghệ sĩ như Boyz II Men, Chris Norman và Coldplay.

## Danh sách bài hát
| Đĩa CD #1 tại Anh quốc và châu Âu 1. "Back for Good" (Radio phối) – 3:59 2. "Sure" (trực tiếp) – 3:16 3. "Beatles Tribute" (trực tiếp tại Wembley Arena) – 11:40 Đĩa CD #2 tại Anh quốc và châu Âu 1. "Back for Good" (Radio phối) – 3:59 2. "Pray" (Radio chỉnh sửa) – 3:43 3. "Why Can't I Wake Up with You" (Radio chỉnh sửa) – 3:37 4. "A Million Love Songs" (7" chỉnh sửa) – 3:53 | Đĩa 7" tại Anh quốc 1. "Back for Good" (Radio phối) – 3:59 2. "Sure" (trực tiếp) – 3:16 3. "Back for Good" (TV phối) – 4:03 Đĩa CD tại Hoa Kỳ 1. "Back for Good" – 4:03 2. "Love Ain't Here Anymore" – 3:57 3. "Back for Good" (trực tiếp từ MTV's Most Wanted) – 4:10 |

## Xếp hạng
| Bảng xếp hạng (1995)                  | Vị trí cao nhất |
| ------------------------------------- | --------------- |
| Úc (ARIA)                             | 1               |
| Áo (Ö3 Austria Top 40)                | 3               |
| Bỉ (Ultratop 50 Flanders)             | 2               |
| Bỉ (Ultratop 50 Wallonia)             | 4               |
| Canada (RPM)                          | 1               |
| Canada Adult Contemporary (RPM)       | 1               |
| Đan Mạch (Tracklisten)                | 1               |
| Châu Âu (European Hot 100 Singles)    | 1               |
| Phần Lan (Suomen virallinen lista)    | 2               |
| Pháp (SNEP)                           | 7               |
| Đức (Official German Charts)          | 1               |
| Ireland (IRMA)                        | 1               |
| Ý (FIMI)                              | 2               |
| Hà Lan (Dutch Top 40)                 | 2               |
| Hà Lan (Single Top 100)               | 2               |
| New Zealand (Recorded Music NZ)       | 6               |
| Na Uy (VG-lista)                      | 1               |
| Scotland (OCC)                        | 1               |
| Tây Ban Nha (AFYVE)                   | 1               |
| Thụy Điển (Sverigetopplistan)         | 2               |
| Thụy Sĩ (Schweizer Hitparade)         | 2               |
| Anh Quốc (OCC)                        | 1               |
| Hoa Kỳ Billboard Hot 100              | 7               |
| Hoa Kỳ Adult Contemporary (Billboard) | 2               |
| Hoa Kỳ Adult Pop Airplay (Billboard)  | 3               |
| Hoa Kỳ Pop Airplay (Billboard)        | 9               |
| Zimbabwe (ZIMA)                       | 7               |

| Bảng xếp hạng (1995)                 | Vị trí |
| ------------------------------------ | ------ |
| Australia (ARIA)                     | 9      |
| Austria (Ö3 Austria Top 40)          | 16     |
| Belgium (Ultratop 50 Flanders)       | 17     |
| Belgium (Ultratop 50 Wallonia)       | 14     |
| Canada Top Singles (RPM)             | 17     |
| Canada Adult Contemporary (RPM)      | 12     |
| Denmark (Tracklisten)                | 7      |
| Europe (European Hot 100 Singles)    | 10     |
| France (SNEP)                        | 36     |
| Germany (Official German Charts)     | 7      |
| Italy (FIMI)                         | 28     |
| Japan (Tokyo Hot 100)                | 9      |
| Netherlands (Dutch Top 40)           | 25     |
| Netherlands (Single Top 100)         | 25     |
| New Zealand (Recorded Music NZ)      | 49     |
| Norway Spring Period (VG-lista)      | 3      |
| Norway Summer Period (VG-lista)      | 18     |
| Sweden (Sverigetopplistan)           | 19     |
| Switzerland (Schweizer Hitparade)    | 8      |
| UK Singles (Official Charts Company) | 4      |
| US Billboard Hot 100                 | 62     |
| US Adult Contemporary (Billboard)    | 27     |
| Bảng xếp hạng (1996)                 | Vị trí |
| Canada Top Singles (RPM)             | 97     |
| Canada Adult Contemporary (RPM)      | 85     |
| US Billboard Hot 100                 | 95     |
| US Adult Contemporary (Billboard)    | 1      |

| Bảng xếp hạng (1990–99)              | Vị trí |
| ------------------------------------ | ------ |
| UK Singles (Official Charts Company) | 29     |

| Bảng xếp hạng                        | Vị trí |
| ------------------------------------ | ------ |
| UK Singles (Official Charts Company) | 107    |

## Chứng nhận
| Quốc gia                                                                           | Chứng nhận | Số đơn vị/doanh số chứng nhận |
| ---------------------------------------------------------------------------------- | ---------- | ----------------------------- |
| Úc (ARIA)                                                                          | Bạch kim   | 70.000^                       |
| Áo (IFPI Áo)                                                                       | Vàng       | 25.000*                       |
| Đức (BVMI)                                                                         | Vàng       | 0^                            |
| Ý (FIMI)                                                                           | Bạch kim   | 50.000*                       |
| Anh Quốc (BPI)                                                                     | Bạch kim   | 1,120,000^                    |
| * Chứng nhận dựa theo doanh số tiêu thụ. ^ Chứng nhận dựa theo doanh số nhập hàng. |            |                               |